# CMC Leadca
CMC Leadca (кит. 中華新達; пиньинь Zhōnghuá Xīndá) — среднетоннажный грузовой автомобиль грузоподъёмностью 3,5 тонны с компоновкой «кабина над двигателем», разработанный и производившийся тайваньским автопроизводителем China Motor Corporation с 2013 по 2020 год.

## Описание
CMC Leadca, представленный в 2013 году, разработан на базе Mitsubishi Fuso Canter. Официально модель была запущена в производство 30 октября 2013 года.
CMC Leadca оснащался 2,8-литровым рядным четырёхцилиндровым двигателем Cummins ISF с турбонаддувом и пятиступенчатой механической трансмиссией ZF Friedrichshafen AG. Двигатель развивает мощность 140 л. с. при 2900 об/мин и крутящий момент 345 Н⋅м при 1500—2000 об/мин.
6 ноября 2016 года в передние дисковые тормоза были внедрены усовершенствования. Одновременно были добавлены антиблокировочная система и электронная система распределения тормозных усилий.
В 2020 году автомобиль был снят с производства из-за проблем с продажами.

## Галерея

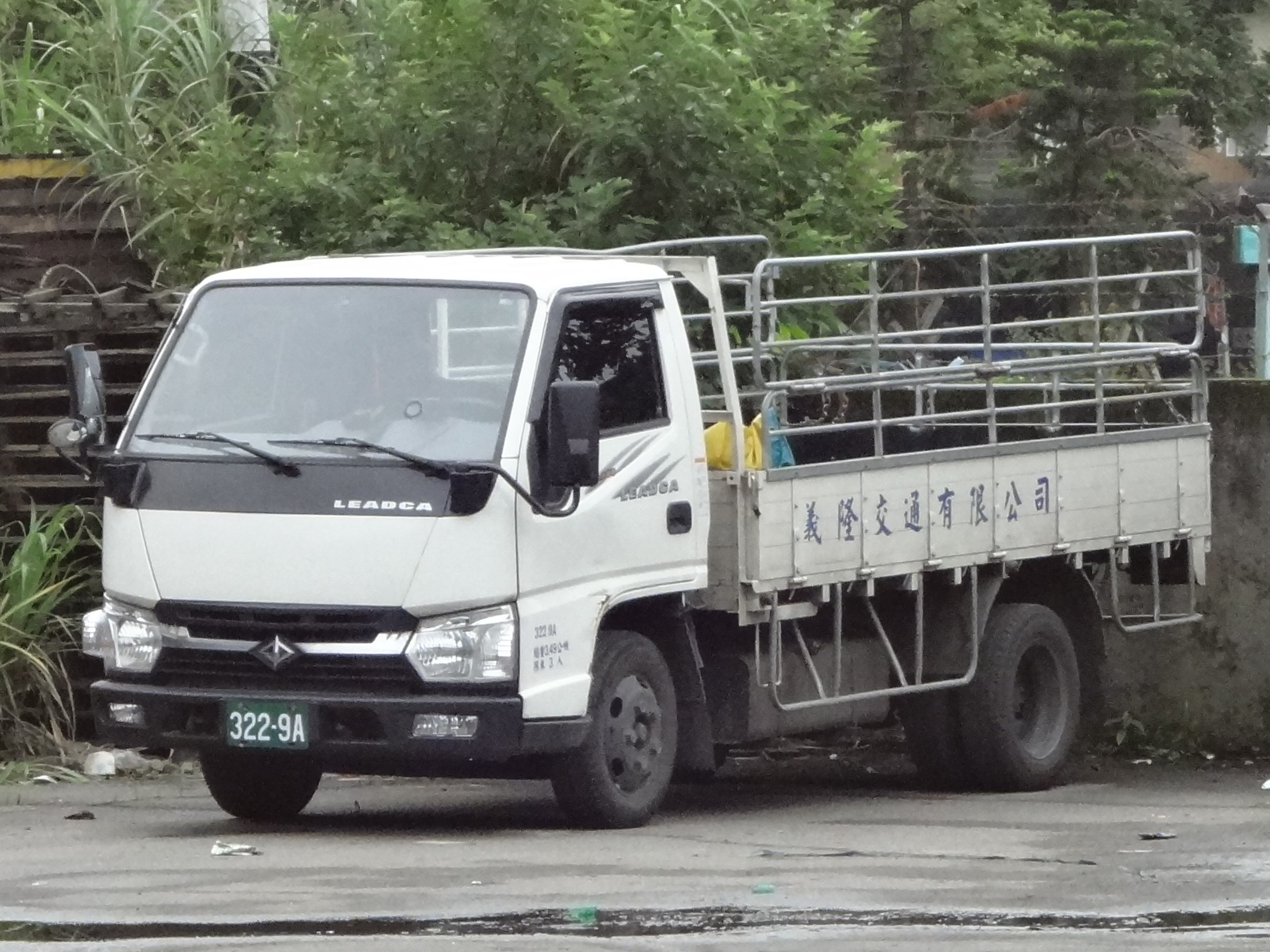
Бортовой грузовой автомобиль с открытым кузовом
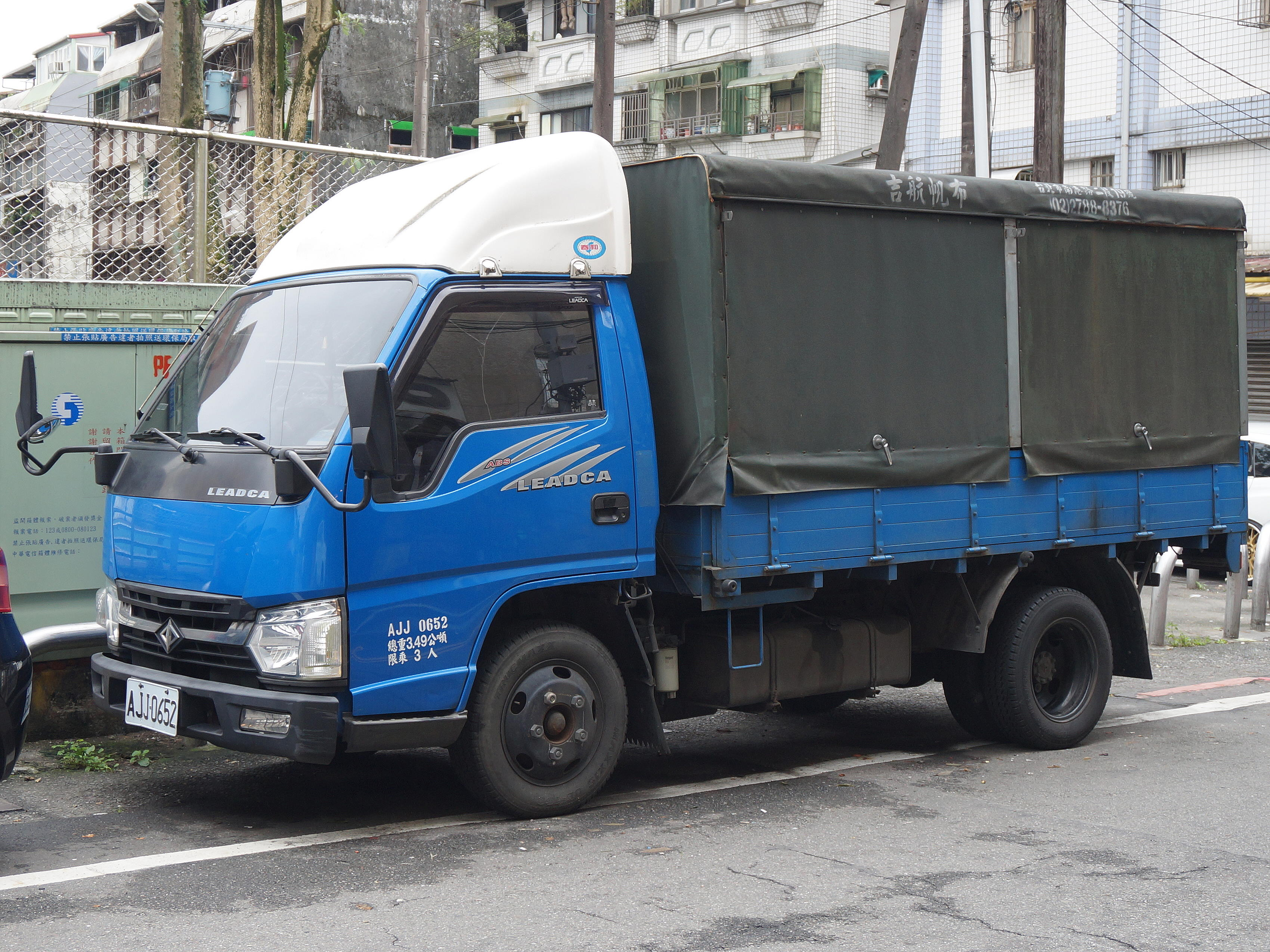
CMC Leadca с тентом и обтекателем
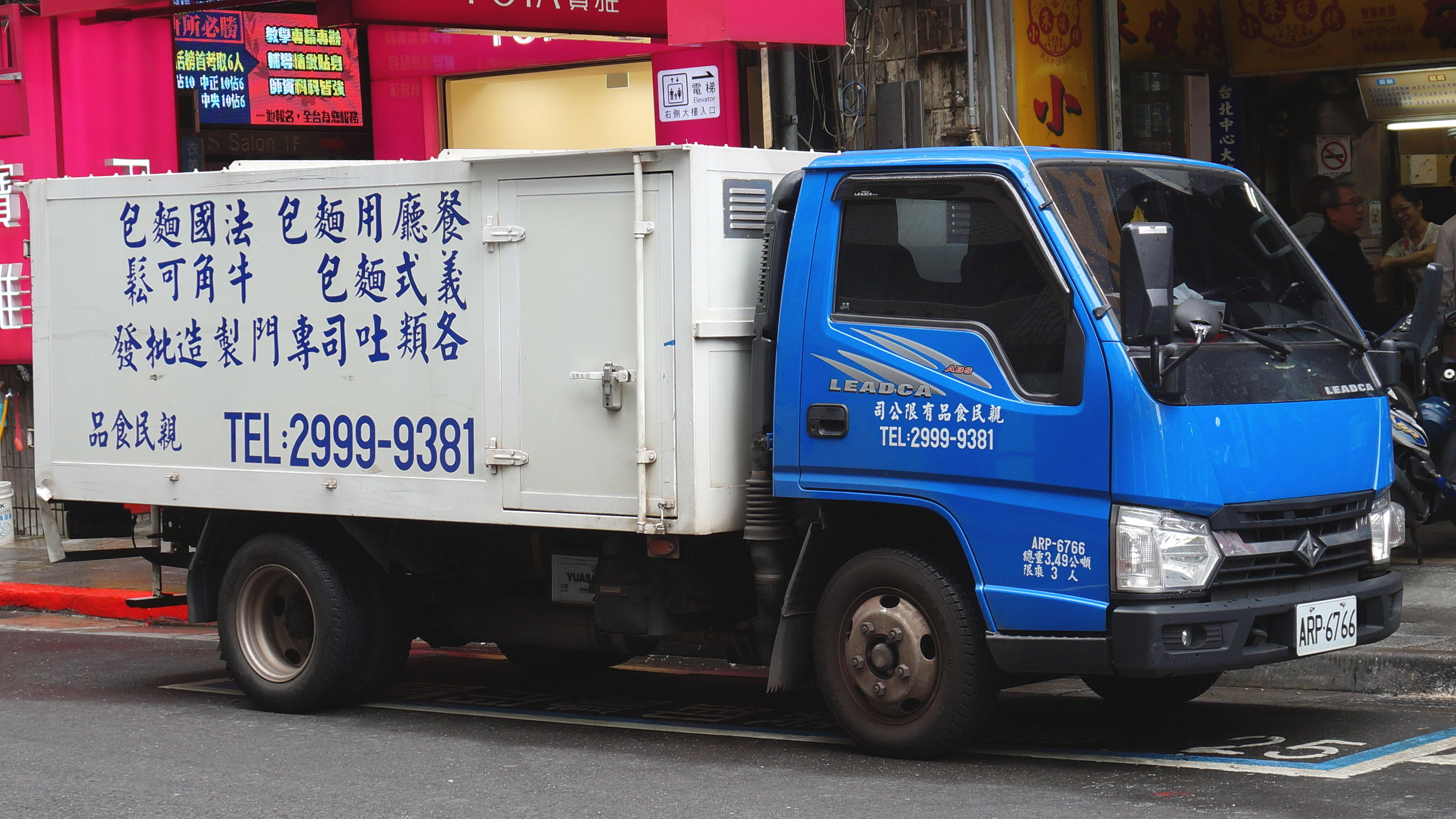
Хлебовоз
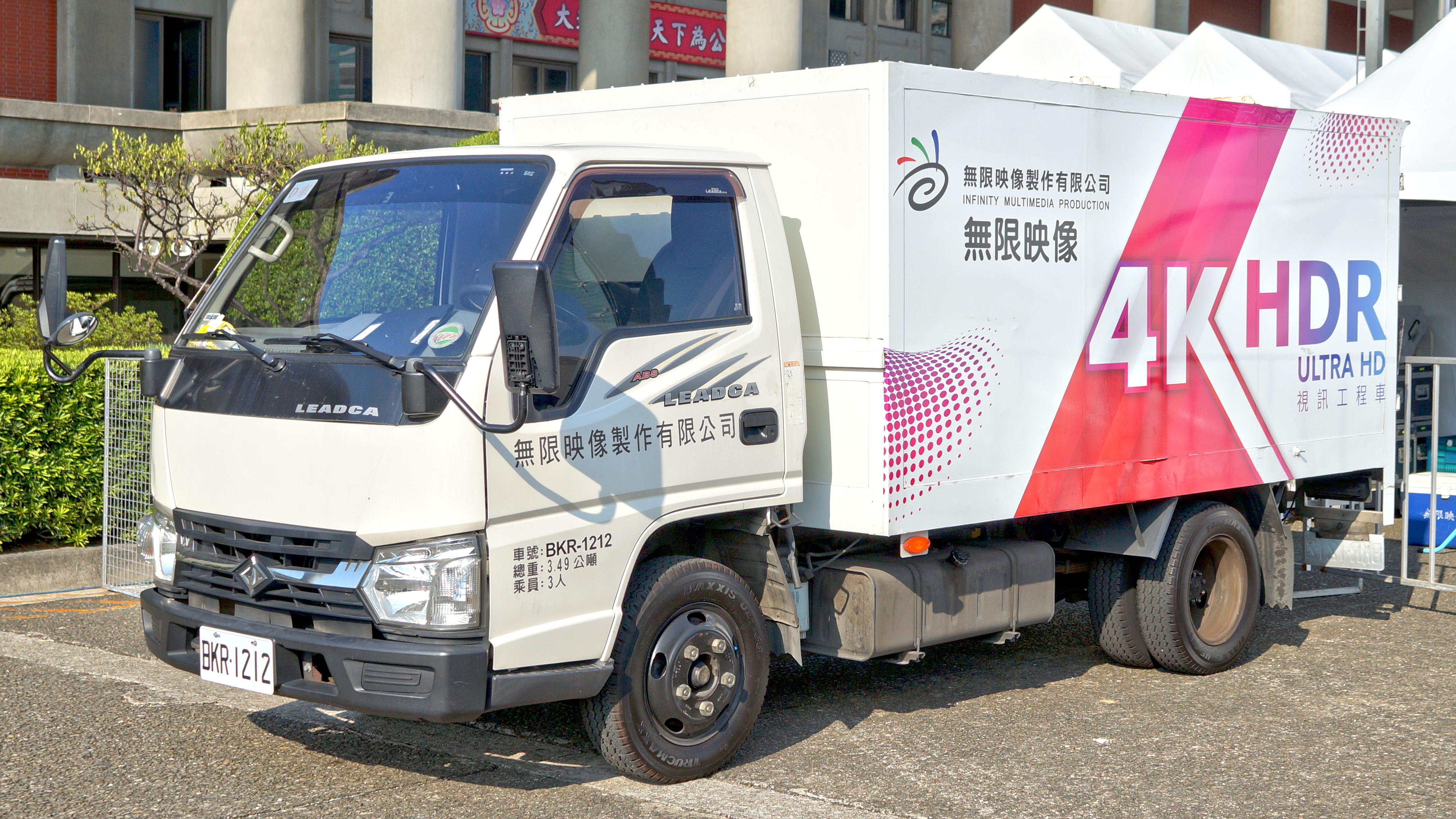
Изотермический фургон